# Архімандрит Родіон
Архімандрит Родіон (1843 — 29 грудня 1918)— християнський мученик XX ст., настоятель Спасового Скиту, Харківської губернії.
29 грудня 1918 р. банда матроса-більшовика Дибенка схопила архімандрита Родіона і тієї ж ночі, після катувань, один з червоноармійців зняв з голови настоятеля скальп і вбив в полі, разом з ієромонахом Алексієм (за іншими джерелами Анастасій).
Один із червоноармійців хвалився тим, що вбив настоятеля, він казав, що спочатку зрізав з його голови шкіру з волоссям, а потім нагнув голову і почав рубати шию. Огляд трупа підтвердив признання червоноармійця.
Всього в ці дні бандою більшовиків було замордовано в Спасовому Скиті 101 монах, 6 настоятелів храмів та офіцери, які ховались в монастирі. Після приходу білогвардійців, тіла викопали і похоронили.